# والتر إدوارد كيتل
والتر إدوارد كيتل (بالإنجليزية: Walter Edward Kittel) هو طيار أمريكي، ولد في 1880، وتوفي في 1922.